# Albumy numer jeden w roku 2016 (Węgry)
Rok 2016 był dwudziestym siódmym, w którym funkcjonuje lista najlepiej sprzedających się albumów na Węgrzech, Top 40 album-, DVD- és válogatáslemez-lista.

## Historia notowania
| Data publikacji | Album                                          | Wykonawca             | Źródło |
| --------------- | ---------------------------------------------- | --------------------- | ------ |
| 4 stycznia      | Jubileum 25 (Főnix Koncert)                    | Tankcsapda            | [ 1 ]  |
| 11 stycznia     | Jubileum 25 (Főnix Koncert)                    | Tankcsapda            | [ 2 ]  |
| 18 stycznia     | Jubileum 25 (Főnix Koncert)                    | Tankcsapda            | [ 3 ]  |
| 25 stycznia     | Jubileum 25 (Főnix Koncert)                    | Tankcsapda            | [ 4 ]  |
| 1 lutego        | Jubileum 25 (Főnix Koncert)                    | Tankcsapda            | [ 5 ]  |
| 8 lutego        | Jubileum 25 (Főnix Koncert)                    | Tankcsapda            | [ 6 ]  |
| 15 lutego       | Ráadás                                         | János Bródy           | [ 7 ]  |
| 22 lutego       | Tizenegy                                       | Magdolna Rúzsa        | [ 8 ]  |
| 29 lutego       | Rise of the Wise                               | Wisdom                | [ 9 ]  |
| 7 marca         | Best of                                        | 30Y                   | [ 10 ] |
| 14 marca        | Túlélő                                         | Leander Kills         | [ 11 ] |
| 21 marca        | Idő van                                        | Fish!                 | [ 12 ] |
| 28 marca        | Ráadás                                         | János Bródy           | [ 13 ] |
| 4 kwietnia      | Varázsszavak                                   | Kowalsky meg a Vega   | [ 14 ] |
| 11 kwietnia     | Varázsszavak                                   | Kowalsky meg a Vega   | [ 15 ] |
| 18 kwietnia     | Varázsszavak                                   | Kowalsky meg a Vega   | [ 16 ] |
| 25 kwietnia     | Varázsszavak                                   | Kowalsky meg a Vega   | [ 17 ] |
| 2 maja          | Varázsszavak                                   | Kowalsky meg a Vega   | [ 18 ] |
| 9 maja          | Három rohadék rockcsempész - A huszonötödik év | Tankcsapda            | [ 19 ] |
| 16 maja         | Három rohadék rockcsempész - A huszonötödik év | Tankcsapda            | [ 20 ] |
| 23 maja         | Három rohadék rockcsempész - A huszonötödik év | Tankcsapda            | [ 21 ] |
| 30 maja         | Három rohadék rockcsempész - A huszonötödik év | Tankcsapda            | [ 22 ] |
| 6 czerwca       | Igaz történet                                  | Hooligans             | [ 23 ] |
| 13 czerwca      | Igaz történet                                  | Hooligans             | [ 24 ] |
| 20 czerwca      | The Getaway                                    | Red Hot Chili Peppers | [ 25 ] |
| 27 czerwca      | Válogatott slágerek utazáshoz, szurkoláshoz    | Bon Voyage            | [ 26 ] |
| 4 lipca         | The Getaway                                    | Red Hot Chili Peppers | [ 27 ] |
| 11 lipca        | Három rohadék rockcsempész - A huszonötödik év | Tankcsapda            | [ 28 ] |
| 18 lipca        | Három rohadék rockcsempész - A huszonötödik év | Tankcsapda            | [ 29 ] |
| 25 lipca        | Igaz történet                                  | Hooligans             | [ 30 ] |
| 1 sierpnia      | Varázsszavak                                   | Kowalsky meg a Vega   | [ 31 ] |
| 8 sierpnia      | 30 év legszebb balladái                        | Ossian                | [ 32 ] |
| 15 sierpnia     | 30 év legszebb balladái                        | Ossian                | [ 33 ] |
| 22 sierpnia     | Retrográd                                      | Zorall                | [ 34 ] |
| 29 sierpnia     | 30 év legszebb balladái                        | Ossian                | [ 35 ] |
| 5 września      | 30 év legszebb balladái                        | Ossian                | [ 36 ] |
| 12 września     | 30 év legszebb balladái                        | Ossian                | [ 37 ] |
| 19 września     | 30 év legszebb balladái                        | Ossian                | [ 38 ] |
| 26 września     | Veletek vagyunk / Dupla Aréna 2015             | Ákos                  | [ 39 ] |
| 3 października  | Veletek vagyunk / Dupla Aréna 2015             | Ákos                  | [ 40 ] |
| 10 października | Veletek vagyunk / Dupla Aréna 2015             | Ákos                  | [ 41 ] |
| 17 października | Nobody But Me                                  | Michael Bublé         | [ 42 ] |
| 24 października | Nobody But Me                                  | Michael Bublé         | [ 43 ] |
| 31 października | Veletek vagyunk / Dupla Aréna 2015             | Ákos                  | [ 44 ] |
| 7 listopada     | Koncert Budapest Park 2015.09.19.              | Republic              | [ 45 ] |
| 14 listopada    | Veletek vagyunk / Dupla Aréna 2015             | Ákos                  | [ 46 ] |
| 21 listopada    | Dolgozzátok fel!                               | Tankcsapda            | [ 47 ] |
| 28 listopada    | Dolgozzátok fel!                               | Tankcsapda            | [ 48 ] |
| 5 grudnia       | Dolgozzátok fel!                               | Tankcsapda            | [ 49 ] |
| 12 grudnia      | Dolgozzátok fel!                               | Tankcsapda            | [ 50 ] |
| 19 grudnia      | Dolgozzátok fel!                               | Tankcsapda            | [ 51 ] |
| 26 grudnia      | Dolgozzátok fel!                               | Tankcsapda            | [ 52 ] |